# 태양의 맛 썬
태양의 맛! 썬은 오리온에서 판매하는 과자다. 본래는 썬칩을 라이센스 생산했으나 결별로 인해 썬칩은 태양의 맛 썬으로, 도리토스는 도도한 나쵸로, 치토스는 투니스 등으로 바꾸었다. 2016년 공장 소실로 판매가 중단되었다가 2018년 생산이 재개되었다.

## 광고
- 1993년 배우 이병헌, 박소현을 기용하였다.

- 1994년 배우 이병헌, 박중훈을 기용하였다.

- 1994년 배우 이훈을 기용하였다.

- 1996년 배우 박중훈, 권용운을 기용하였다.

- 1998년 전 야구선수 박찬호을 기용하였다.

- 1999년 아이돌 그룹 H.O.T 을 기용하였다.

- 2000년 배우 이범수, 이유진을 기용하였다.

- 2002년 전 농구선수 김승현, 한기범를 기용하였다.

- 2007년 배우 이진욱을 기용하였다.

## 같이 보기
- 도도한 나쵸
- 썬칩
- 투니스
- 오리온 (기업)